# BEMER Cyclassics 2023
La 26.ª edición de la clásica ciclista BEMER Cyclassics se celebró en Alemania el 20 de agosto de 2023 sobre un recorrido de 204 km. por los alrededores de la ciudad de Hamburgo.
La carrera formó parte del UCI WorldTour 2023, siendo la vigésimo octava competición del calendario de máxima categoría mundial. El vencedor fue el danés Mads Pedersen del Lidl-Trek, quien estuvo acompañado en el podio por el neerlandés Danny van Poppel del Bora-Hansgrohe y italiano Elia Viviani del INEOS Grenadiers, segundo y tercer clasificado respectivamente.

## Equipos participantes
Tomaron parte en la carrera 21 equipos: los 18 de categoría WorldTour y 3 categoría UCI ProTeam, formando así un pelotón de 146 ciclistas de los que acabaron 138. Los equipos participantes fueron:
| WorldTeams (18)- AG2R Citroën Team - Alpecin-Deceuninck - Astana Qazaqstan Team - Bahrain Victorious - Bora-Hansgrohe - Cofidis - EF Education-EasyPost - Groupama-FDJ - Ineos Grenadiers - Intermarché-Circus-Wanty - Jumbo-Visma - Lidl-Trek - Movistar Team - Soudal Quick-Step - Arkéa-Samsic - Team DSM-Firmenich - Team Jayco AlUla - UAE Team Emirates ProTeams (3)- Israel-Premier Tech - Lotto Dstny - TotalEnergies |
| |

## Clasificación final
- La clasificación finalizó de la siguiente forma:[2]

### Clasificación general
| \| Clasificación general \| Clasificación general \| Clasificación general \| Clasificación general \| Clasificación general \| \| Ciclista \| Ciclista \| Equipo \| Tiempo \| \| \| --------------------- \| --------------------- \| ------------------------ \| --------------------- \| --------------------- \| \| 1.º \| Mads Pedersen \| Lidl-Trek \| 4 h 36 min 35 s \| \| \| 2.º \| Danny van Poppel \| Bora-Hansgrohe \| + 0 s \| \| \| 3.º \| Elia Viviani \| Ineos Grenadiers \| + 0 s \| \| \| 4.º \| Arnaud Démare \| Arkéa-Samsic \| + 0 s \| \| \| 5.º \| Laurence Pithie \| Groupama-FDJ \| + 0 s \| \| \| 6.º \| Yves Lampaert \| Soudal Quick-Step \| + 0 s \| \| \| 7.º \| Arnaud De Lie \| Lotto Dstny \| + 0 s \| \| \| 8.º \| Nils Politt \| Bora-Hansgrohe \| + 0 s \| \| \| 9.º \| Max Kanter \| Movistar Team \| + 0 s \| \| \| 10.º \| Marc Hirschi \| UAE Team Emirates \| + 0 s \| \| \| 11.º \| Florian Sénéchal \| Soudal Quick-Step \| + 0 s \| \| \| 12.º \| Brandon McNulty \| UAE Team Emirates \| + 0 s \| \| \| 13.º \| Madis Mihkels \| Intermarché-Circus-Wanty \| + 0 s \| \| \| 14.º \| Dries Van Gestel \| TotalEnergies \| + 0 s \| \| \| 15.º \| Ethan Vernon \| Soudal Quick-Step \| + 0 s \| \| \| 16.º \| Olav Kooij \| Jumbo-Visma \| + 0 s \| \| \| 17.º \| Dylan Groenewegen \| Team Jayco AlUla \| + 0 s \| \| \| 18.º \| Owain Doull \| EF Education-EasyPost \| + 0 s \| \| \| 19.º \| Alex Aranburu \| Movistar Team \| + 0 s \| \| \| 20.º \| Jake Stewart \| Groupama-FDJ \| + 0 s \| \| |                   |                          |                 |
| |                   |                          |                 |
| Fuente: ProCyclingStats |                   |                          |                 |
| Clasificación general |                   |                          |                 |
| Ciclista | Ciclista          | Equipo                   | Tiempo          |
| 1.º | Mads Pedersen     | Lidl-Trek                | 4 h 36 min 35 s |
| 2.º | Danny van Poppel  | Bora-Hansgrohe           | + 0 s           |
| 3.º | Elia Viviani      | Ineos Grenadiers         | + 0 s           |
| 4.º | Arnaud Démare     | Arkéa-Samsic             | + 0 s           |
| 5.º | Laurence Pithie   | Groupama-FDJ             | + 0 s           |
| 6.º | Yves Lampaert     | Soudal Quick-Step        | + 0 s           |
| 7.º | Arnaud De Lie     | Lotto Dstny              | + 0 s           |
| 8.º | Nils Politt       | Bora-Hansgrohe           | + 0 s           |
| 9.º | Max Kanter        | Movistar Team            | + 0 s           |
| 10.º | Marc Hirschi      | UAE Team Emirates        | + 0 s           |
| 11.º | Florian Sénéchal  | Soudal Quick-Step        | + 0 s           |
| 12.º | Brandon McNulty   | UAE Team Emirates        | + 0 s           |
| 13.º | Madis Mihkels     | Intermarché-Circus-Wanty | + 0 s           |
| 14.º | Dries Van Gestel  | TotalEnergies            | + 0 s           |
| 15.º | Ethan Vernon      | Soudal Quick-Step        | + 0 s           |
| 16.º | Olav Kooij        | Jumbo-Visma              | + 0 s           |
| 17.º | Dylan Groenewegen | Team Jayco AlUla         | + 0 s           |
| 18.º | Owain Doull       | EF Education-EasyPost    | + 0 s           |
| 19.º | Alex Aranburu     | Movistar Team            | + 0 s           |
| 20.º | Jake Stewart      | Groupama-FDJ             | + 0 s           |

## Ciclistas participantes y posiciones finales
Convenciones:
- AB: Abandono
- FLT: Retiro por llegada fuera del límite de tiempo
- NTS: No tomó la salida
- DES: Descalificado o expulsado

## UCI World Ranking
La BEMER Cyclassics otorgó puntos para el UCI World Ranking para corredores de los equipos en las categorías UCI WorldTeam, UCI ProTeam y Continental. Las siguientes tablas son el baremo de puntuación y los diez corredores que obtuvieron más puntos:
| Posición   | 1.º | 2.º | 3.º | 4.º | 5.º | 6.º | 7.º | 8.º | 9.º | 10.º | 11.º | 12.º | 13.º | 14.º | 15.º | 16.º-20.º | 21.º-30.º | 31.º-50.º | 51.º-55.º | 56.º-60.º |
| Puntuación | 400 | 320 | 260 | 220 | 180 | 140 | 120 | 100 | 80  | 68   | 56   | 48   | 40   | 32   | 28   | 24        | 16        | 8         | 4         | 2         |

| Clasificación |                  |                   |        |
| Posición      | Ciclista         | Equipo            | Puntos |
| ------------- | ---------------- | ----------------- | ------ |
| 1.º           | Mads Pedersen    | Lidl-Trek         | 400    |
| 2.º           | Danny van Poppel | Bora-Hansgrohe    | 320    |
| 3.º           | Elia Viviani     | INEOS Grenadiers  | 260    |
| 4.º           | Arnaud Démare    | Arkéa Samsic      | 220    |
| 5.º           | Laurence Pithie  | Groupama-FDJ      | 180    |
| 6.º           | Yves Lampaert    | Soudal Quick-Step | 140    |
| 7.º           | Arnaud De Lie    | Lotto Dstny       | 120    |
| 8.º           | Nils Politt      | Bora-Hansgrohe    | 100    |
| 9.º           | Max Kanter       | Movistar          | 80     |
| 10.º          | Marc Hirschi     | UAE Emirates      | 68     |